# Betula dahurica
Betula dahurica är en björkväxtart som beskrevs av Pall.. Betula dahurica ingår i släktet björkar, och familjen björkväxter. Inga underarter finns listade.
Utbredningsområdet sträcker sig från regionen kring Bajkalsjön i Ryssland över Mongoliet, centrala och östra Kina (provinserna Liaoning, Jilin, Heilongjiang, Hebei, Shanxi, Shaanxi och Nei Mongol), Koreahalvön och Kurilerna till Japans öar Honshu och Hokkaido. Denna björk växer i kulliga områden och i bergstrakter mellan 400 och 1300 meter över havet. Trädet blir ibland 20 meter högt. Det ingår i blandskogar och glest fördelad i barrskogar.
För beståndet är inga hot kända. I Japan är Betula dahurica ganska sällsynt. IUCN listar arten som livskraftig (LC).

## Bildgalleri

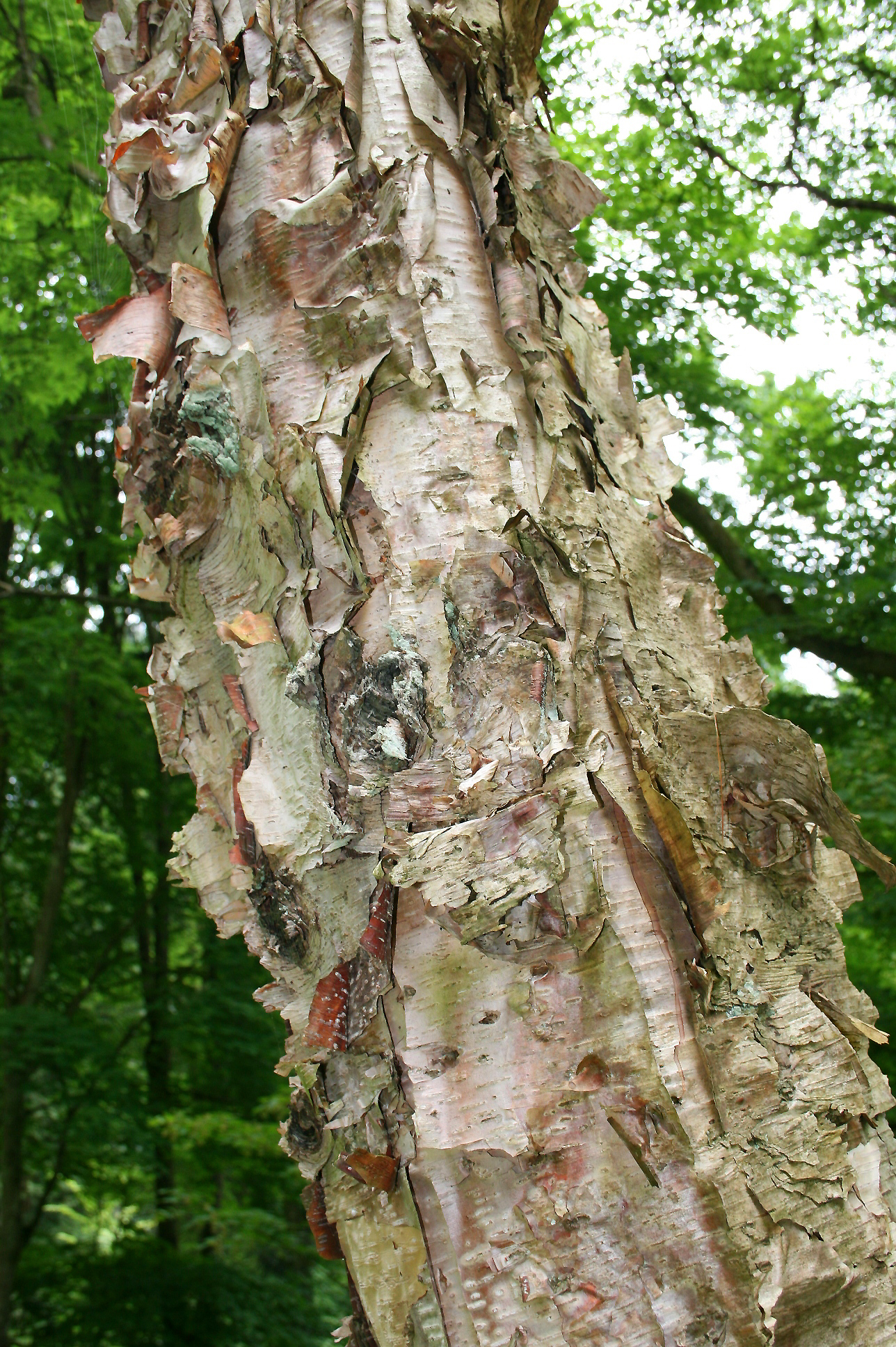